# Jardim Nuno Álvares
O Jardim Nuno Álvares, ou Jardim de Santos, é um jardim público em Lisboa que foi objecto recentemente de vedação com gradeamento estando assim sujeito a um horário de abertura e encerramento. Está localizado no Largo de Santos, na freguesia actual de Estrela (Lisboa) (antiga Santos-o-Velho), e possui área de 0,39 ha.
Destaca-se na flora um exemplar de Bela-Sombra.
Nele se encontra uma Estátua de bronze de Ramalho Ortigão mandada erigir pela CML em 1957.